# Chrysopa feana
Chrysopa feana är en insektsart som först beskrevs av Navás 1929.  Chrysopa feana ingår i släktet Chrysopa och familjen guldögonsländor. Inga underarter finns listade i Catalogue of Life.